# Tenuiphantes wunderlichi
Tenuiphantes wunderlichi là một loài nhện trong họ Linyphiidae.
Loài này thuộc chi Tenuiphantes. Tenuiphantes wunderlichi được Michael Ilmari Saaristo & Andrei V. Tanasevitch miêu tả năm 1996.